# Zemanův kufřík

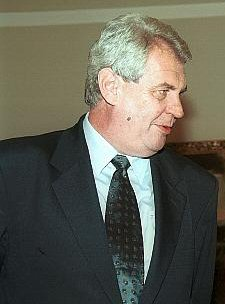
Miloš Zeman v roce 2001

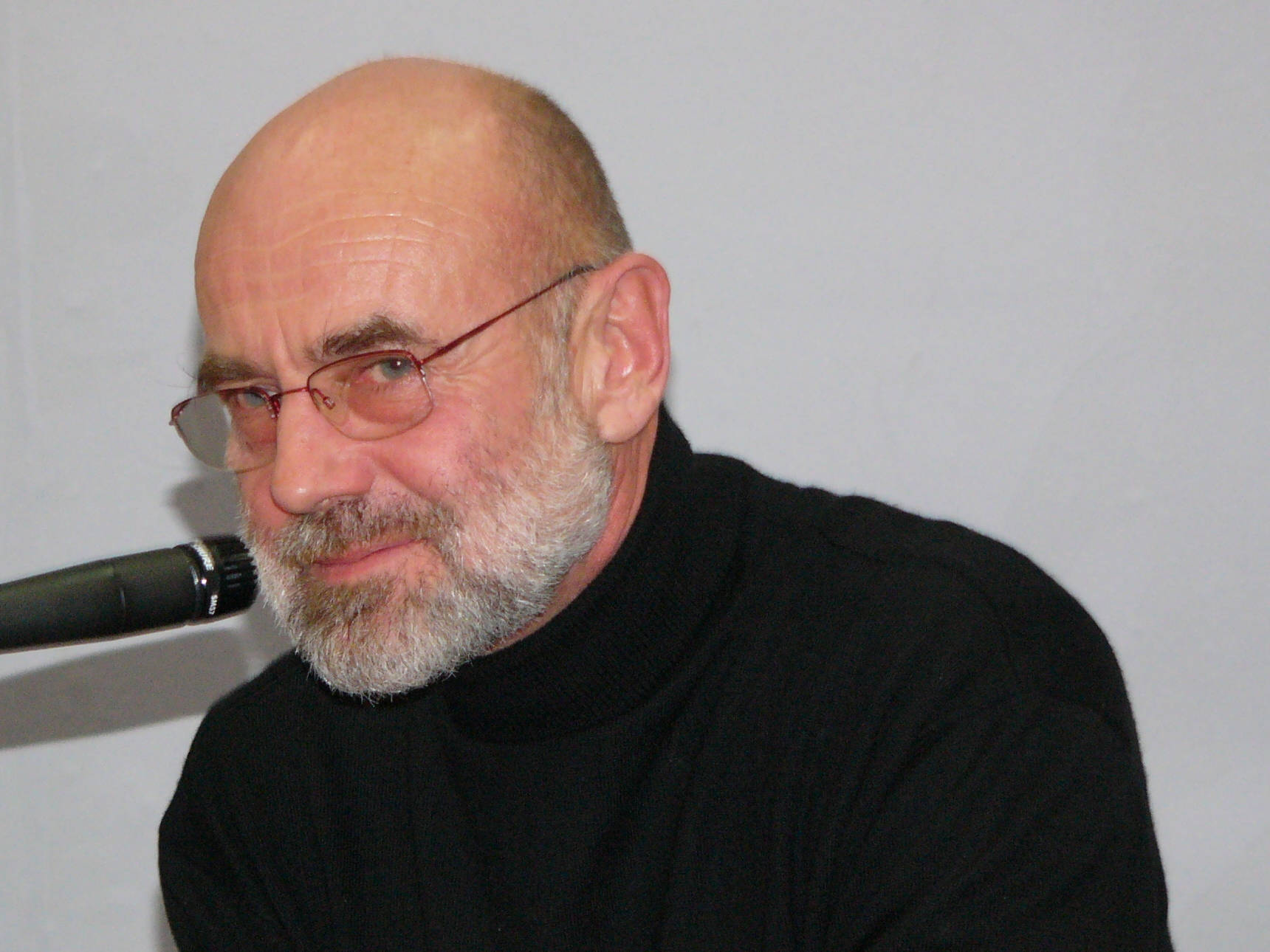
Jan Ruml v roce 2007

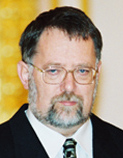
Jaroslav Bašta v roce 2000

Jako Zemanův kufřík se označuje spletitá a neprůhledná politická aféra, která vypukla v listopadu 1996. Předseda poslanecké sněmovny a předseda České strany sociálně demokratické (ČSSD) Miloš Zeman vystoupil s tvrzením, že má materiály, které prokazují plán ministra vnitra Jana Rumla a Bezpečnostní informační služby (BIS) změnit Česko v policejní stát. Následující vyšetřování však ukázalo, že tyto materiály jsou částečně zfalšované, částečně neprůkazné. Původ těchto materiálů nebyl nikdy plně objasněn a kauza „vyšuměla do ztracena“.
Kauza Zemanova kufříku byla jednou z několika kauz 90. let týkajících se BIS a přímo navázala na předcházející kauzu, kdy byla BIS obviněna Janem Kalvodou a Josefem Luxem z nezákonného sledování politiků.

## Hlavní aktéři kauzy
- Miloš Zeman – předseda poslanecké sněmovny a předseda ČSSD
- Jan Ruml – ministr vnitra (ODS)
- Stanislav Devátý – (prozatímní) ředitel BIS
- Jaroslav Bašta – předseda parlamentní komise pro kontrolu BIS (ČSSD)
- Mikuláš Tomin – bezpečnostní poradce Stanislava Grosse, bývalý (a budoucí[pozn. 1]) šéf inspekce ministerstva vnitra, mj. otec Michaely Marksové-Tominové a bratr filosofa Julia Tomina[1]
- Miloš Demeter – recidivista, který se vydával za člověka s hlubokými kontakty v BIS, a který předal Tominovi materiály

## Průběh kauzy

### Počátek kauzy
V sobotním vydání deníku Právo 9. listopadu 1996 uvedl předseda poslanecké sněmovny a předseda ČSSD Miloš Zeman, že ČSSD dostávala „již delší dobu neověřené informace, že BIS v případné spolupráci s Ministerstvem vnitra vytvořila operativní skupiny, jejichž cílem bylo monitorovat a případně diskreditovat v první fázi představitele pouze některých opozičních stran, v druhé fázi představitele všech opozičních stran, ve třetí fázi představitele koaličních stran a ve čtvrté fázi, která údajně právě nastává, i některé představitele ODS.“
V pondělí 11. listopadu vystoupil Zeman na tiskové konferenci v Ostravě, kde řekl: „Mám informace, podle nichž dochází ke špehování výrazných osobností našeho veřejného života. (…) Tajné služby BIS se zneužívá ve prospěch úzce stranických zájmů, takže neslouží jen potřebám státu, a toto všechno považuji za určitý náběh k policejnímu státu.“
Zeman nebyl se svým obviněním namířeným proti BIS sám. V listopadu 1996 se sešlo několik obvinění namířených proti činnosti BIS, resp. proti jejímu řediteli Stanislavu Devátému (Devátý byl jmenován jako prozatímní ředitel, ovšem ve funkci byl již od prosince 1992).
Předseda KDU-ČSL Josef Lux obvinil v pátek 8. listopadu 1996 (tedy den před Zemanem) BIS ze sledování politiků. Jako důkaz mu posloužily materiály, které získal předseda parlamentní komise pro kontrolu BIS Jaroslav Bašta. S podobným tvrzením přišel již v lednu 1995 předseda ODA Jan Kalvoda.
Na základě Baštových materiálů podala komise pro kontrolu BIS podnět na Nejvyšší státní zastupitelství (pod vedením Bohumíry Kopečné), že BIS porušuje zákon.
Také zástupkyně ředitele BIS Sylva Šauerová obvinila Devátého, že „soustavně neřídil ani nekontroloval chod kontrašpionáže“, čímž prý porušoval zákon.

### Odstoupení Stanislava Devátého
V reakci na tato obvinění Stanislav Devátý v pondělí 11. listopadu odstoupil. Tvrdil, že odstoupil kvůli uklidnění situace v zemi a opakovaně odmítal, že by nějaké sledování politiků nařídil. Havel, Zeman nebo Bašta Deváteho demisi uvítali a řekli, že snad přispěje ke zklidnění situace. Ruml naopak vyjádřil nad odchodem Devátého lítost. Podle Klause byl Devátý dohnán k rezignaci jen kvůli stranickým a předvolebním zájmům obou menších koaličních stran (KDU-ČSL a ODA) a opoziční ČSSD. Klaus i Ruml vyjádřili Devátému svou pokračující důvěru a podporu. Devátému se také dostalo celostranické podpory od výkonné rady ODS, což Havel zkritizoval. Dočasným řízením BIS byl ve středu 13. listopadu pověřen Jaroslav Jíra.
Podle Kalvody se měl Devátého nástupcem stát někdo, kdo by byl přijatelný i pro „širší politickou veřejnost“ včetně opoziční ČSSD. Zároveň se mělo jednat o někoho, kdo nebude mít vazbu na žádnou politickou stranu (Devátý byl bývalým členem ODS).
Lux řekl, že odstoupení Devátého nebylo jeho záměrem, chtěl pouze, aby se takové věci neopakovaly. Řekl také, že kauza BIS pro něj tímto skončila.

### Reakce na Zemanova slova
Ruml označil Zemanovy výroky o propojení BIS a ministerstva vnitra za lživé a prohlásil, že si bude stěžovat u prezidenta republiky Václava Havla. Po setkání s Rumlem 12. listopadu označil Havel Zemanovy výroky za nezodpovědné. Havel řekl: „Jako předseda Parlamentu by měl (Zeman) vědět, že je třeba postupovat zákonnými cestami. Buď s tím měl seznámit parlamentní výbor pro obranu a bezpečnost, nebo komisi pro BIS.“
Členové vlády byli Zemanovými výroky pobouřeni, Zeman podle premiéra Václava Klause „zpochybnil věrohodnost ústavního systému ČR“. Někteří poslanci ODS chtěli Zemana sesadit z pozice předsedy Sněmovny, ale neměli k tomu dostatek hlasů. Zeman se vůči kritice ohradil a řekl, že fungování ústavního systému naopak zpochybňují ti, kteří zneužívání tajné služby způsobili, a nikoli ti, kteří na toto zneužívání poukazují.
Podle Luxe, Rumla i Kalvody měl Zeman svá slova odvolat, protože prý nebyla ničím podložená. Také Bašta řekl, že komise pro kontrolu BIS při svém vyšetřování nic takového, co naznačoval Zeman, nezjistila. Zeman řekl, že „důkazy předloží na schůzce s prezidentem příští týden“.
Ve čtvrtek 14. listopadu podal Stanislav Devátý za slova Miloše Zemana žalobu na ČSSD. Podle Devátého ho Zeman nepravdivě obvinil de facto z vytváření policejního státu a byla tak poškozena jeho čest. Jako odškodné žádal Devátý pět milionů korun. 24. února 1997 rozhodl soud ve prospěch Devátého. Zeman měl Devátému zaplatit jeden milion korun a veřejně se mu omluvit na tiskové konferenci a v ČTK. Právní zástupce ČSSD Tomáš Málek argumentoval, že Zemanova slova nebyla určena Devátému osobně, ale BIS obecně. Soud však rozhodl, že Devátý byl poškozen natolik, že musel rezignovat a začít vykonávat práci advokátního koncipienta. Jaroslav Bašta považoval rozsudek za přiliš politicky motivovaný a řekl, že „zastupující ředitel BIS nemůže personifikovat službu“. Devátý očekával omluvu i od Josefa Luxe, jehož tvrzení předcházelo tomu Zemanovu. Lux se proti tomu ohradil a řekl, že to Devátý nemůže myslet vážně. Upozornil pouze prý na nepořádek v BIS, který se prý prokázal a osobě, která řídila BIS a byla tedy za tento nepořádek zodpovědná, se omlouvat nehodlá. Rozsudek však byl v srpnu 1997 zrušen Vrchním soudem.

### Obsah kufříku
V úterý 14. ledna 1997 šel Zeman se svým údajně „hnědým kufříkem“ za Havlem. Chtěl se s ním setkat již v listopadu, ale Havel byl mezitím hospitalizován a 2. prosince podstoupil komplikovanou operaci, při které mu byl chirurgem Pavlem Pafkem odstraněn asi 15 milimetrů velký plicní nádor spolu s polovinou pravé plíce.
Havel po prohlédnutí dokumentů řekl: „Zemanovo podezření se mi nezdá prokázáno. V dokumentech, které mi předal, není jediná věta, která by dávala sebemenší důvod k pocitu, že žijeme v policejním státě.“ Zároveň však připustil, že texty „by mohly možná dávat důvod k podezření z něčeho protizákonného“. Nepřehlednost a nejednoznačnost situace dokládají titulky novin. Zatímco Lidové noviny informovaly, že „Havel odmítl Zemanova nařčení“, podle Práva „Havel potvrdil oprávněnost části Zemanových podezření“.
V pondělí 20. ledna předal Zeman své materiály parlamentní komisi pro kontrolu BIS. Členové komise nejprve označili materiály za „překvapivé“ a i členové koalice připustili, že některé doklady jsou „závažné“. Bašta tvrdil, že se bude jednat o českou obdobu aféry Watergate. Podle Ivana Maška z ODA by byl „těžký malér“, kdyby se potvrdilo, že některé z dokumentů opravdu patří BIS. ODS navrhla, aby byly dokumenty odtajněny a zveřejněny, což Bašta i ministr pro tajné služby Pavel Bratinka (ODA) odmítli.
Po vyslechnutí svědků však komise otočila. Jaroslav Bašta řekl: „Komise se shodla, že spisy jsou z velké části podvrhy a menší část tvoří autentická dokumentace o legálních akcích ministerstva vnitra a BIS. Nedošlo tedy k porušení zákona o BIS.“ Dokumenty označil za padělek dokonce i Mikuláš Tomin, který je Zemanovi předal.
Zeman na tiskové konferenci v pátek 31. ledna připustil, že se stal obětí provokace. Na hlasy volající po politické zodpovědnosti a veřejné omluvě reagoval, že „by se nejenom omluvil, ale musel by se vzdát jakékoli politické činnosti, kdyby se prokázalo, že zdrojem těchto informací je sociální demokracie“.
Zeman byl kritizován za svou nerozvážnost, kdy veřejně vystoupil se závažným obviněním, aniž by dané materiály napřed pořádně prostudoval, a také za to, že se za tuto nerozvážnost veřejně neomluvil. Prezident Havel však nepovažoval Zemanovy výroky za dostatečný důvod k jeho odstoupení.
Kufřík obsahoval celkem 52 stran materiálů. Jednalo se údajně o směs falzifikátů a skutečných materiálů z BIS, které však s případem nijak nesouvisely. Podle Ladislava Bittmana se jednalo o „kopie několika pravých, přísně tajných dokumentů z bývalé sekce emigrační a pasové služby z února 1993 a kopie několika materiálů s jednacím číslem někdejší inspekce a supervize ministerstva vnitra“. Tyto pravé dokumenty měly „přesvědčit oběť dezinformace o serióznosti předaných materiálů a dát punc pravosti padělaným dokumentům“.
Odkud dokumenty unikly, není známo. Je možné, že unikly z BIS nebo i ministerstva vnitra.

### Původ dokumentů
Dokumenty předal Zemanovi bezpečnostní poradce Stanislava Grosse a místopředseda bezpečnostní komise ČSSD Mikuláš Tomin. Jednou z klíčových postav kauzy byl recidivista Miloš Demeter, který měl údajně hluboké kontakty v tajných službách.  Právě od Demetera získal Tomin většinu materiálů Zemanova kufříku. Demetera s Tominem spojil bývalý redaktor Necenzurovaných novin a spolupracovník TV Nova Luděk Šišák.
ČSSD se snažila dokázat, že za výrobou materiálů ze Zemanova kufříku stála ODS. Na přípravě a tvorbě materiálů pro Zemanův kufřík se měla podílet také přerovská detektivní agentura Diskrétnost, se kterou měl Miloš Demeter spolupracovat. Předseda parlamentní komise pro kontrolu BIS a člen ČSSD Jaroslav Bašta předložil policii kopii bankovního převodu, podle kterého měl bývalý volební manažer ODS Tomáš Svoboda poslat 650 tisíc korun právě detektivní agentuře Diskrétnost. Podle výpisu z účtů ale agentura Diskrétnost v daném čase od Svobody žádné peníze nepřijala. Podle člena ČSSD Pavla Dostála se mohlo jednat o další provokaci od neznámé skupiny lidí, která prý „s falzifikáty pracuje velmi profesionálně“. Bašta řekl, že pokud byl i tento doklad falzifikátem, pak se musí vyšetřit, kdo a za jakým účelem ho vytvořil. Zároveň odmítl prozradit, odkud tento doklad získal.
O případu natočila reportáž reportérka pořadu Na vlastní oči Lenka Králová, která podpořila Zemanovo tvrzení o pravdivosti materiálů. Později vyšlo najevo, že Králová byla v té době agentkou BIS s krycím jménem „Bob“ a zároveň přítelkyní Miloše Demetera. Králová byla v přítomnosti Jaroslava Jíry vyslýchána komisí pro kontrolu BIS. Jíra došel k závěru, že aféra měla poškodit BIS, zatímco Jaroslav Bašta tvrdil, že byla namířena proti ČSSD. Podle Jíry zkoumala BIS i zapojení cizích tajných služeb (např. ruské či slovenské) do této aféry, cílem prý mohla být např. diskreditace ČR před vstupem do NATO.

### Možné zapojení cizích tajných služeb
V únoru 1999 byla zveřejněna zpráva ředitele Slovenské informační služby (SIS) Vladimíra Mitra, podle které SIS za vlády Vladimíra Mečiara opravdu prováděla aktivity namířené proti zájmům ČR. Jednalo se např. o akci „Neutron“, která měla vyvolat polemiku ohledně vstupu do NATO, nebo akci „Dežo“, která měla vyvolat protiromské nálady. Rasové nepokoje měly na Západě vyvolat odpor k přijetí ČR do NATO. Představitelé Mečiarova HZDS zprávu ředitele SIS považovali za podvod. „Češi vězí po uši v problémech a nyní to znovu chtějí svalit na nás,“ řekl např. místopředseda HZDS Augustín Marián Húska. Sám Mečiar se proti Mitrově zprávě ve svém dopise adresovaném premiérovi Miloši Zemanovi ostře ohradil. „Na svou čest“ prohlásil, že Slovenská republika nikdy nepůsobila proti základním zájmům ČR, protože naše zájmy byly prý shodné. Zpráva byla podle něj plná „vědomých lží“, považoval ji za pokus nové slovenské vlády „získat podporu některých českých politických kruhů“ a za „zpravodajskou hru“.
Bašta řekl, že SIS pod vedením Ivana Lexy opravdu prováděla aktivity namířené proti zájmům ČR. České tajné služby o tom prý věděly a informovaly vlády Václava Klause (která prý věděla o Zemanově kufříku) i Josefa Tošovského (která zase prý věděla o původu aféry Bamberg). Zveřejnění těchto skutečností bylo podle Bašty ve veřejném zájmu, protože byly prý namířené nejen proti ČSSD, ale proti všem demokratickým stranám. Olomoucká expozitura BIS prý věděla např. o aktivitách kolem agentury Diskrétnost a hlásila je nadřízeným, ale vyšetřování bylo zastaveno. Po slyšení lidí z olomoucké expozitury označil Bašta stav BIS za alarmující. Podle Bašty bylo prý od začátku jasné, že slovenská tajná služba spolupracuje v těchto věcech s jinými službami z východu. Podobného názoru byli též Stanislav Devátý i Baštův nástupce na pozici předsedy komise pro kontrolu BIS Jan Klas z ODS. Podle Jana Rumla nebyly s SIS od určité doby udržovány žádné kontakty, protože existovalo podezření, že byli navázáni na Rusy. Podle mluvčího BIS Jana Šuberta byly za Mečiara kontakty se slovenskou službou prakticky nulové. Slováci byli od určité doby považováni de facto za nepřátele.
V únoru 1999 též prohlásil místopředseda vlády Pavel Rychetský, že BIS je v tak špatném stavu, že by bylo nejlepší ji zrušit. Bašta namítl, že to není nutné, protože proces zlepšení v BIS prý již začal. Problém příslušníků BIS, kteří měli vazby na Slovensko, byl prý aktuální v roce 1998 a byl již mezitím vyřešen. Činnost SIS na území ČR byla prý v době Mečiarovy vlády řízena přímo z Moskvy. Mluvčí BIS Jan Šubert však existenci jakýchkoli vazeb příslušníků BIS na SIS odmítl.

### Spojení s dalšími politickými aférami
Zemanův kufřík údajně souvisel nejen s předcházející aférou okolo BIS, ale také s tzv. „Olomouckou kauzou“. Pod vozem politika Tomáše Dvořáka explodoval nastražený vojenský granát den předtím, než měl tento politik vypovídat před poslanci o případu Zemanova kufříku. Tento výbuch prý souvisel s podobnými explozemi, které se udály v Olomouci právě v rámci tzv. Olomoucké kauzy.